# Балканские войны
Балка́нские во́йны — две войны, произошедшие в 1912—1913 годах незадолго до Первой мировой войны, в результате которых страны Балканского полуострова потеснили турок с европейской территории.
Первая война носила освободительный, анти-турецкий характер. Балканский союз (Сербия, Черногория, Греция и Болгария) планировал полностью лишить Османскую империю владений в Европе, что ему почти удалось сделать (за Турцией сохранился лишь Константинополь и небольшие территории возле него).
Однако вскоре противоречия между победителями привели к началу войны между Болгарией с одной стороны и Сербией, Грецией, Румынией, Черногорией и Турцией с другой. Болгария была побеждена и лишилась большей части своих приобретений в первой войне, Османская империя вернула Адрианополь с окрестностями.

## Предпосылки Первой Балканской войны

### Предыстория
Ещё во времена Великого переселения народов на Балканском полуострове стали появляться народы, ранее не проживавшие там. К моменту раздела Римской империи в конце IV века регион входил в состав Восточной Римской империи, и новые народы (IV-VII вв.) вели постоянную борьбу с императорами.
В середине XIV в. турки-османы из Малой Азии начали проникать на Балканы. Ликвидация Византийской империи и падение Константинополя в 1453 году позволили Османской империи, мощь которой постоянно росла, полностью занять Балканский полуостров. Народы, проживавшие там, оказались в составе мусульманской турецкой империи. Ситуацию усугубляло то, что все они различались по происхождению, вероисповеданию и национальной принадлежности.
На Балканском полуострове часто происходили антитурецкие восстания, большинство из которых завершались поражением восставших. Несмотря на это, в XIX веке начали формироваться этнократические государства. Процесс происходил при поддержке заинтересованной в ослаблении Турции Российской империи. В результате, к началу XX века из состава Османской империи вышли Греция, Болгария, Сербия, Черногория, а Румыния сняла свою вассальную зависимость. Несмотря на это, не все населённые тем или иным народом земли принадлежали соответствующему государству. Так, большое количество болгар и сербов проживало в Македонии, на островах Эгейского моря жили греки, на сопредельных турецких территориях с Черногорией проживало определённое количество черногорцев. Албанцы вообще не имели своего государства, хотя отдельные вилайеты Османской империи были полностью ими населены.

### Политика великих держав
Османская империя, начиная с XVII века, постепенно ослабевала, теряя свои территории. В распаде империи были заинтересованы многие государства, в частности Россия, Германская империя, Австро-Венгрия, Великобритания и Франция. Каждое из этих государств желало получить как можно большую часть ослабевающей империи для удовлетворения своих стратегических потребностей. Остро стоял «Восточный вопрос» о проливах. Одновременно между блоками великих держав велось политическое противостояние, которое наблюдалось и на Балканах.
После Итало-турецкой войны страны Балканского полуострова, противники Османской империи, осознали необходимость в консолидации. Объединяющими факторами послужили общие цели, родственность народов (болгар с сербами и черногорцами) и христианская вера. Этим воспользовалась Российская империя, при поддержке которой на Балканском полуострове началось формирование военного оборонительного союза. 13 марта 1912 года Сербия и Болгария подписали договор о формировании военного альянса. 12 мая того же года были подписаны дополнительные договоры, позволившие странам сотрудничать в других сферах. 29 мая Греция, побоявшись остаться без территориальных выигрышей за счёт Османской империи, включилась в систему болгарско-сербских отношений. Летом Черногория заключила союзный договор с Болгарией, после чего формирование Балканского союза завершилось.
Россия в первую очередь рассчитывала на то, что союз начнёт противостояние с её соперником — Австро-Венгрией. Однако страны-члены союза не были в этом заинтересованы и начали противостояние с Турцией.

### Идеи максимального расширения границ
Балканский союз направил свои интересы на европейские владения Османской империи, в которых проживали греки, болгары, сербы. Все страны-члены союза планировали максимально расширить свои границы за счёт турецких владений, но подчас их территориальные интересы пересекались.
Согласно устоявшимся пропагандистским клише, болгары желали создания Целокупной (Великой) Болгарии. Однако узловым для них моментом являлось соединение с соплеменниками "по ту сторону Рилы и Родоп" - с болгарским населением Македонии и Западной Фракии. В то же время точных границ не было определено, а этническая чересполосица в регионе в принципе бы не позволила провести четких границ. В то же время сербы претендовали на македонские земли как наследие средневекового царства Душана Сильного, а греки - как на свое античное наследие, называя местное население греками-болгарофонами. Помимо того Греция и Сербия планировали разделить Албанию, последняя нуждалась в этих территориях как в выходе к морю. Черногория стремилась получить север Албании и крупные портовые города Адриатики, а также Новопазарский санджак.

## Вторая Балканская война
В июне 1913 года началась Вторая балканская война. Болгария, Сербия, Греция, Черногория недолго были союзниками и не могли договориться о приемлемом для всех разделе «турецкого наследства». На этот раз была создана коалиция против Болгарии, объединившая Сербию, Черногорию, Грецию и их «исторического врага» — Турцию. В числе союзников оказалась на этот раз и Румыния. Каждый из участников коалиции требовал от Болгарии, захватившей обширные районы, территориальных уступок в свою пользу. Болгарский царь Фердинанд I и его правительство, опираясь на дипломатическую поддержку Берлина и Вены, слышать ничего не хотели.
Болгарские войска первыми напали на греческие и сербские позиции 16 июня 1913 года. В военный конфликт быстро втянулись все сопредельные государства. Болгария сопротивлялась недолго и 29 июля капитулировала. Вскоре был заключен Бухарестский мирный договор, по которому Болгария теряла значительные территории на севере, западе и на юге.

## Итоги обеих войн
Османская империя потеряла большую часть своих европейских владений. Албания получила независимость. Болгария, Сербия, Греция и Румыния увеличили свои территории. Эти войны унесли свыше 140 000 человеческих жизней.

### Предпосылки мировой войны

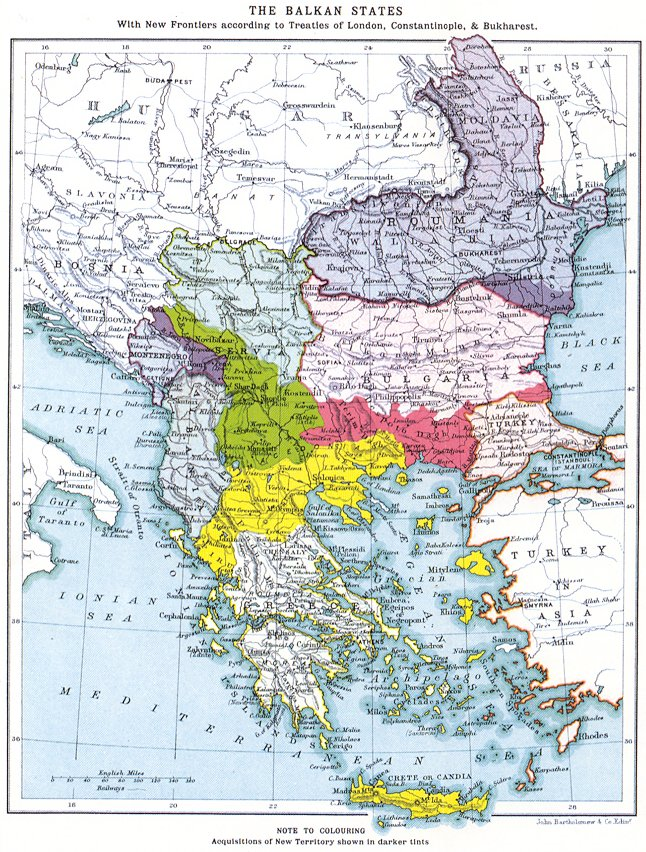
Карта Балканского полуострова по итогам Балканских войн

Болгарский царь Фердинанд I не был удовлетворён исходом войн. Австро-Венгрия опасалась усиления на своих границах Сербии, которая после поражения Болгарии и Турции в Балканских войнах могла стать сильнейшей державой на Балканах. К тому же, в Воеводине, которая принадлежала австрийской короне, проживало большое количество сербов. Опасаясь отделения Воеводины, а затем и полного распада империи, правительство Австро-Венгрии искало повод для объявления войны сербам.
Тем временем сама Сербия радикализировалась. Победы сразу в двух войнах и резкое усиление государства вызвали национальный подъём. В конце 1913 года сербские войска предприняли попытку оккупировать часть Албании. Начался Албанский кризис, который завершился выводом войск Сербии из новообразованного государства. Одновременно под покровительством сербской контрразведки в ходе войн сформировалась группировка «Чёрная рука».
Часть группировки, известная как «Млада Босна», действовала в Боснии и ставила перед собой цель отколоть её от Австро-Венгрии. В 1914 году при поддержке «Чёрной руки» было совершено Сараевское убийство. Австро-Венгрия давно искала повод ликвидировать сербское государство на Балканах, которое к тому же мешало Германии проникнуть на Ближний Восток. Поэтому она предъявила сербской стороне ультиматум, вслед за которым началась Первая мировая война.
Реваншистская Болгария в новой войне встала на сторону Австро-Венгрии и Германии. Её правительство желало восстановить государство в границах мая 1913 года, для этого нужно было вновь победить Сербию. Начавшаяся мировая война привела к бо́льшим изменениям на Балканах, чем предыдущие две Балканские. Таким образом, Вторая Балканская война имеет далеко идущие косвенные последствия.